# Liste der Stolpersteine in Bobingen
Diese Liste der Stolpersteine in Bobingen führt die vom Künstler Gunter Demnig verlegten Stolpersteine in Bobingen auf. Mit ihnen soll den Opfern des Nationalsozialismus gedacht werden, die in Bobingen lebten und wirkten.
Es wurden bisher (Stand Februar 2025) zwei Stolperschwellen in Bobingen verlegt. Die erste Verlegung fand am 22. März 2023 am Eingang zum Industriepark statt. Am 8. Oktober 2024 folgte die Verlegung der zweiten Stolperschwelle am Bobinger Bahnhof.

## Verlegte Stolpersteine
| Bild | Inschrift | Ort    |
| ---- | --- | ------ |
|      | ZUR ERINNERUNG – ZWANGSARBEIT VON 1941-1945 IN DER KUNSTSEIDENFABRIK DER IG FARBEN UND DER SPRENGSTOFFFABRIK DER DYNAMIT AG WURDEN ÜBER 1000 FRAUEN, MÄNNER, JUGENDLICHE ZUR ARBEIT GEZWUNGEN AUS DER SOWJETUNION, DER TSCHECHOSLOWAKEI, POLEN, BELGIEN, NIEDERLANDEN, FRANKREICH, UND ITALIEN MANCHE VERLOREN IHR LEBEN –– VIELE IHRE GESUNDHEIT | (Lage) |
|      | ZWANGSARBEIT BAHMEISTEREI BOBINGEN VON 1941-1945 MEHR ALS 220 MÄNNER, FRAUEN, JUGENDLICHE UND KINDER AUS DER UKRAINE, RUSSLAND, POLEN, TSCHECHOSLOWAKEI, FRANKREICH, UND ITALIEN VERSCHLEPPT – GEDEMÜTIGT – ENTRECHTET – AUSGEBEUTET | (Lage) |